# Râul Mahoș
Râul Mahoș este curs de apă afluent al râului Toplița. 

## Hărți
- Harta Turistică Covasna